# SVS Codatronca TS
La Codatronca TS, conosciuta più comunemente come Spada Codatronca, è una supercar prodotta dalla casa automobilistica italiana Spada Vetture Sport, presentata come Concept nel 2007 e in fase definitiva al Salone di Montecarlo il 24 aprile 2008. Il modello è in produzione dal 14 maggio 2008 ordinabile in un numero limitato di vetture annue personalizzabili.

## Il progetto
L'idea nasce da Paolo Spada insieme al padre Ercole Spada, famoso designer automobilistico che lavorò molti anni per Zagato realizzando per la carrozzeria italiana modelli che hanno segnato la storia dell'azienda come le storiche Giulietta SZ e Alfa Romeo Giulia TZ.
Proprio dalla ricerca aerodinamica che la Zagato fece in quegli anni arrivando ad adottare la carrozzeria a coda tronca, e dalla natura di quelle storiche vetture, pensate prevalentemente per le competizioni, nasce il prototipo codatronca.
Tale concept viene presentato al pubblico la prima volta ad Aprile 2007 con un'autorizzazione d'idoneità da parte della FIA alla partecipazione dell'esemplare al campionato GT1, il modello definitivo viene presentato circa un anno dopo, precisamente il 24 aprile 2008 in occasione del Top Marques di Montecarlo, l'esemplare viene scoperto al pubblico dall'ex pilota e campione di Formula 1 Damon Hill. Dopo la presentazione ufficiale al Top Marques di Montecarlo, il New York Times ha eletto la Codatronca TS "l'auto più bella del salone".

## Il contesto
La vettura si presenta con una linea sportiva a coda troncata, è caratterizzata da tratti molto moderni e a linee tese che si contrappongono a particolari che richiamano le supercar degli anni sessanta e ottanta, come appunto la coda tronca e sezionata in modo da far risaltare la forma a T rovesciata della stessa sezione posteriore. Gli interni sono di veste decisamente sportiva con inserti in alluminio ed alcantara, essendo però un'auto artigianale e vista la mirata possibilità di personalizzazione fornita dalla casa produttrice, quest'auto non sembra presentarsi con un'unica tipologia di allestimento.
Fra i partner che la SVS Spada Vetture Sport collabora per questo progetto, viene ricordato l'alterier AZNOM che, oltre alla partecipazione alla realizzazione della vettura collabora alla fornitura di gadget da viaggio e accessori auto, l'auto infatti viene venduta con la possibilità di abbinare un set di valigie Aznom.
La carrozzeria a coda troncata ha permesso di ricavare un bagagliaio di 400 litri.

## Dati tecnici
La SVS Codatronca TS (turismo sportivo) è una coupé a due posti dotata di un motore V8 Chevrolet LS7 di 7000 cm³ in alluminio a carter secco, compatibile con alimentazione a E85 che eroga una potenza massima di 630 CV (circa 465 kW) a 6 500 giri/min, con una coppia massima di 668 N⋅m a 4 800 giri/min.
Il cambio è a 6 rapporti, e in sesta marcia a 7 000 giri/min limitati elettronicamente la vettura raggiunge una velocità massima di 335 km/h, con un'accelerazione da 0 a 100 km/h in 3,4 secondi. Il controllo della trazione è regolabile in 3 livelli di funzionamento, la vettura è dotata di un sistema di telemetria a 40 canali in grado di immagazzinare fino a 80 ore di dati.
La carrozzeria è in materiale composito poggiante su un telaio di alluminio, le sospensioni sono regolabili, come lo sono anche le barre anti rollio anteriori e posteriori (separatamente) in quattro livelli di durezza.
La vettura è dotata di cerchi OZ Racing da 19 in su pneumatici Pirelli P-Zero con misure 285/35/19” per gli anteriori, 385/35/19” i posteriori.
L'impianto frenante è Brembo con dischi da 380 mm dotati di pinze racing ad 8 calipers all'anteriore e dischi da 355 mm con pinze a 4 calipers al posteriore, governati dall'ABS.
La casa automobilistica ha preannunciato che oltre al modello attualmente prodotto verrà realizzata una versione di potenza maggiore denominato TSS (Turismo Super Sportivo) che si pensa potrà avere una potenza indicativa di 700 CV, 950 N⋅m, 355 km/h, 0–100 km/h in 2,7 secondi.
Dalla Codatronca TS è stata derivata nel 2011 la concept Codatronca Monza, con carrozzeria aperta.